# Coup de pied en marteau
Un coup de pied en marteau (en langue anglaise : hammer kick) est un coup de pied écrasant, donné les hanches relativement de face avec le talon du pied dans une trajectoire finale descendante. Il atteint généralement le sommet du crane et le dessus des épaules.
Ce coup de pied fait partie de la catégorie des coups de pied dits « en bâton » (stick kick) ainsi que le coup de pied en croissant (crescent kick) et une certaine forme de coup de pied circulaire (roundhouse kick).
Cette technique a deux formes principales :
1. trajectoire directe, dite « à la hache » appelé aussi en langue anglaise « axe kick ». Dans sa première phase le pied monte largement au-dessus de la cible puis redescend pour atteindre une cible horizontale dans sa phase descendante ;
2. trajectoire circulaire au départ (en « croissant » ou « demi-lune ») puis descendante sur seconde partie ;

- Dans sa phase descendante la jambe tendue peut se combiner avec une action de flexion du genou. Action de type « fouetté » à l’envers autour du genou, une forme de sorte coup de pied crocheté (ou hook kick en anglais).

Sous ces deux variantes, le coup de pied en marteau peut être donné :
- De la jambe avant ou arrière sans rotation excessive des hanches.
- De la jambe arrière avec une rotation complète de l’appui et donc du tronc (tour entier) en faisant perdre de vue l’adversaire pendant un court instant. Cette technique est dénommée « retournée » en anglais « spinning hammer kick » et a une puissance notamment forte. Elle reste apparente au « spinning crescent kick ».

La technique peut être aussi portée en sautant, on le nomme en anglais « jumping hammer kick ».

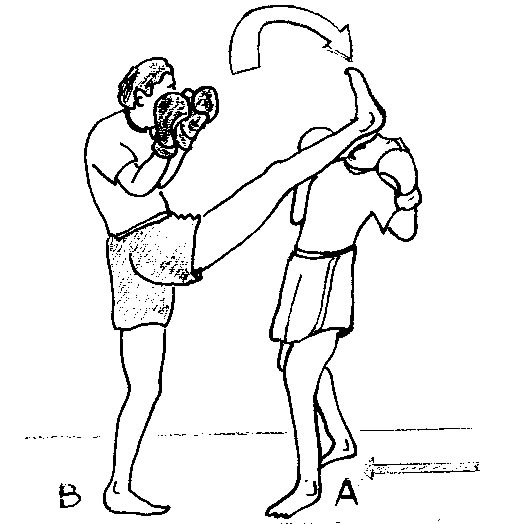
Attaque en coup de pied retombant jambe arrière
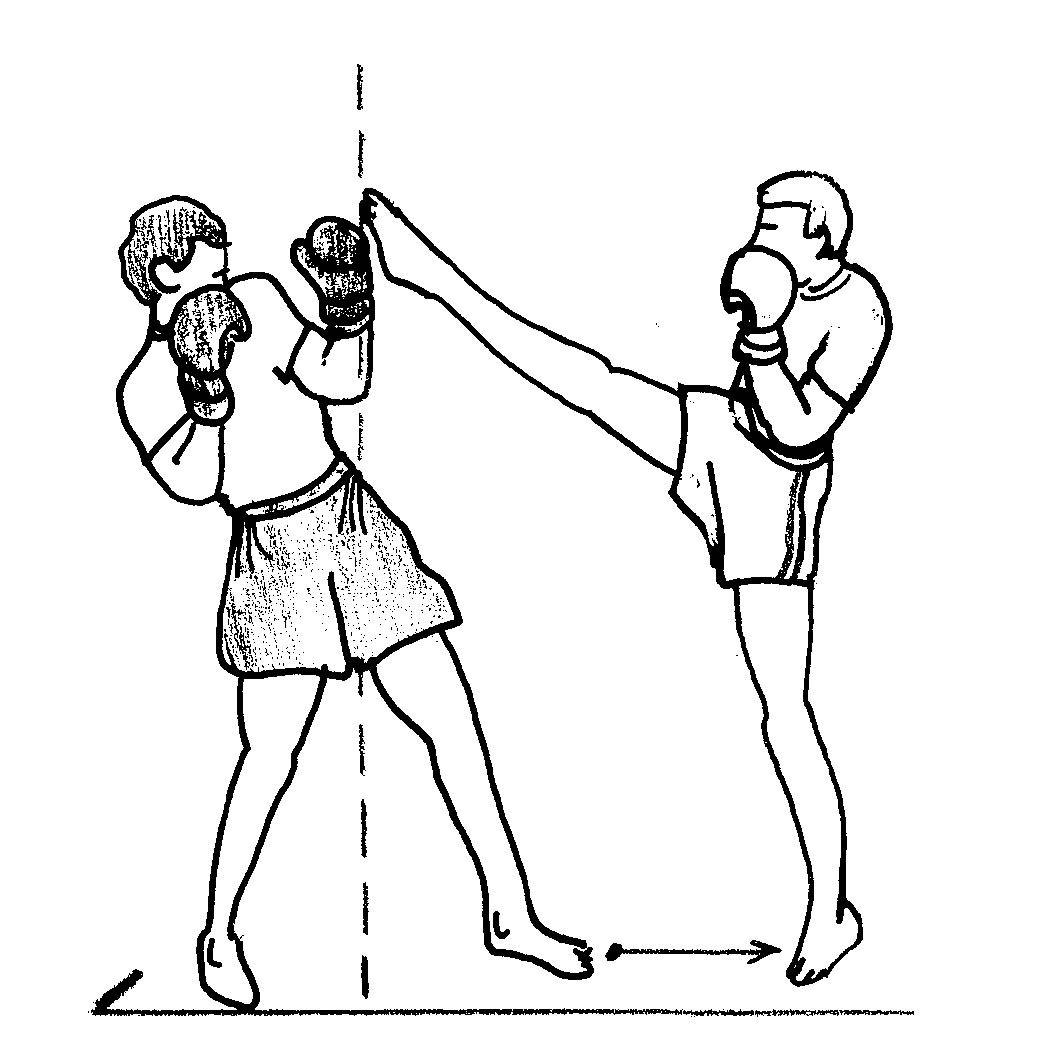
Retrait de buste lors d’un coup de pied retombant

## Sources
- Alain Delmas, 1. Lexique de la boxe et des autres boxes (Document fédéral de formation d’entraîneur), Aix-en-Provence, 1981-2005 – 2. Lexique de combatique (Document fédéral de formation d’entraîneur), Toulouse, 1975-1980
- Gabrielle et Roland Habersetzer, Encyclopédie des arts martiaux de l’extrême orient, Editions Amphora, 2000